# 東国分 (市川市)
東国分（ひがしこくぶん）は千葉県市川市にある地名。現行行政地名は東国分一丁目から東国分三丁目。郵便番号は272-0833。

## 地理
市川市北部に位置する。一・二丁目の県道沿いは住宅街となっているが、1丁目の南部は畑や荒地が広がっており、2丁目の北部と3丁目は国分川の調整池であるため人は住んでいない。一丁目に千葉県立市川昴高等学校、京葉銀行国分支店、二丁目に市川市立国分小学校、三丁目に市川市立東国分中学校がある。また、地域の西端に国分川、東端に春木川が流れる。
東は曽谷・宮久保、西は国分、南は須和田、北は稲越と接している。

## 歴史

### 沿革
- 1973年（昭和48年）12月24日 - 曽谷町、北国分町の一部から東国分一丁目 - 三丁目を分離新設。

### 地名の由来
｢下総国分寺｣に由来する｢国分｣の東であることによる。

## 世帯数と人口
2017年（平成29年）9月30日現在の世帯数と人口は以下の通りである。
| 丁目         | 世帯数  | 人口    |
| ------------ | ------- | ------- |
| 東国分一丁目 | 287世帯 | 599人   |
| 東国分二丁目 | 433世帯 | 1,104人 |
| 計           | 720世帯 | 1,703人 |

## 小・中学校の学区
市立小・中学校に通う場合、学区は以下の通りとなる。
| 丁目         | 番地 | 小学校             | 中学校               |
| ------------ | ---- | ------------------ | -------------------- |
| 東国分一丁目 | 全域 | 市川市立国分小学校 | 市川市立第二中学校   |
| 東国分二丁目 | 全域 | 市川市立国分小学校 | 市川市立東国分中学校 |
| 東国分三丁目 | 全域 | 市川市立稲越小学校 | 市川市立東国分中学校 |

## 施設
- つくし保育園
- 市川市立国分小学校
- 市川市立東国分中学校
- 千葉県立市川昴高等学校
- 京葉銀行国分支店